# Whiston (Merseyside)
Ne doit pas être confondu avec Whitson ou Whitton.
Whiston est une ville du Merseyside en Angleterre. Elle est située à environ 11 kilomètres à l'est du centre de Liverpool, au sud de la route A57 qui la relie avec Warrington. Au recensement de 2001, la ville comptait 13 629 habitants.

## Personnalités liées à la commune
- Melanie Chisholm, chanteuse et membre des Spice Girls. Elle est née à Whiston le 12 janvier 1974.
- Steven Gerrard, joueur de football, capitaine de la sélection anglaise et du club de Liverpool. Il est né le 30 mai 1980 au Whiston Hospital et a joué pour le Whiston Juniors FC.